# Aino Kallas
Aino Krohn Kallas (n. 2 august 1878, Vîborg, Marele Principat al Finlandei, Imperiul Rus – d. 9 noiembrie 1956, Helsingfors, Finlanda) a fost o importantă scriitoare finlandezo-estonă.